# Аадамі
А́адамі (ест. Aadami küla) — село в Естонії, у волості Кастре повіту Тартумаа.

## Населення
Чисельність населення на 31 грудня 2011 року становила 44 особи.

## Географія
Поблизу населеного пункту пролягає автошлях 22142 (Вана-Куусте — Лоотвіна), також територією села проходить дорога 22262 (Гааслава — Аадамі — Унікюла).

## Історія
До 24 жовтня 2017 року село входило до складу волості Гааслава.